# In Memoriam (Sibelius)
In Memoriam (In memoria), Op. 59, è una marcia funebre per orchestra di Jean Sibelius. È stato scritto in memoria di Eugen Schauman. Sibelius compose una prima versione nel 1909 e completò una versione finale nel 1910. Diresse la prima esecuzione a Oslo l'8 ottobre 1910. Il pezzo fu eseguito al suo funerale.

## Storia

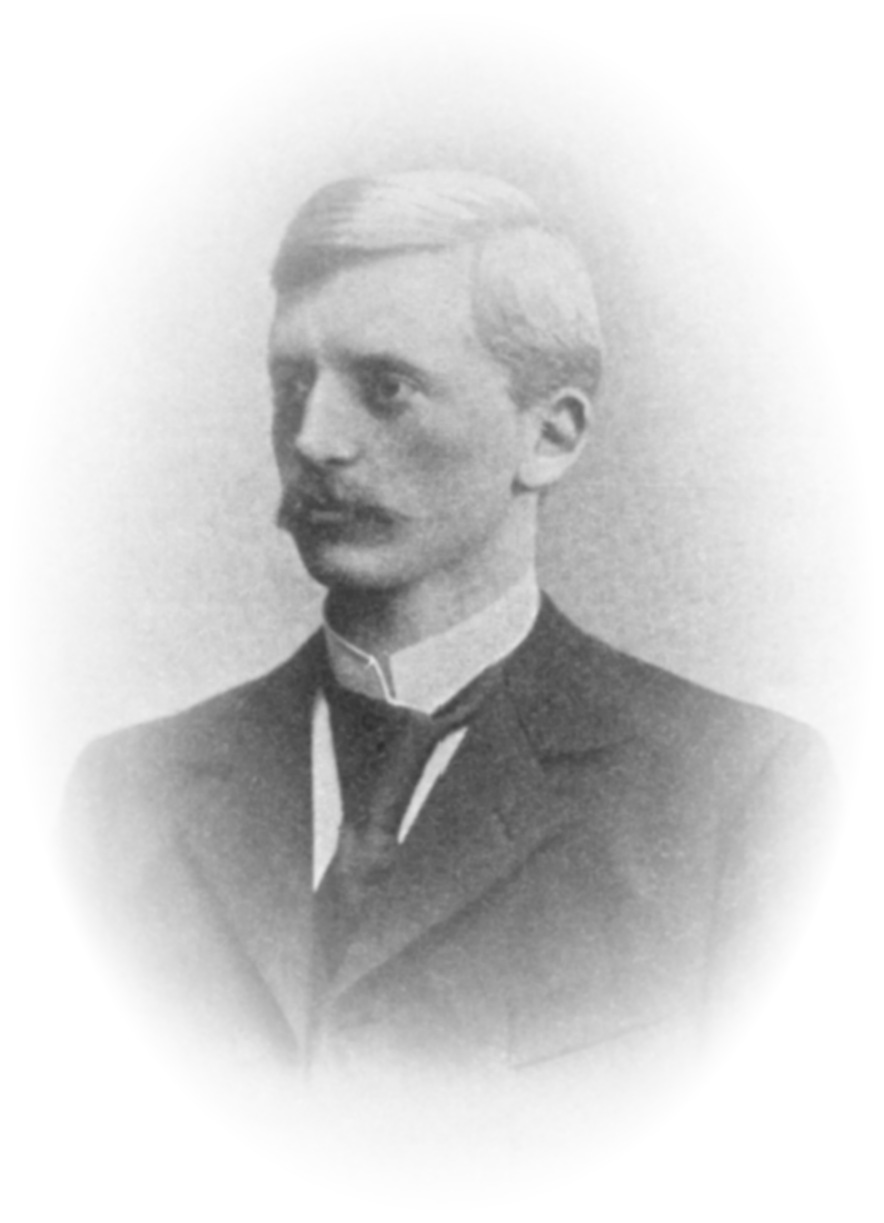
Eugen Schauman, alla cui memoria fu concepito il lavoro

L'opera fu scritta per commemorare Eugen Schauman che nel 1904 aveva sparato al governatore generale Nikolay Bobrikov, per poi suicidarsi. Sibelius nel giorno di Capodanno del 1905 accennò "che intendeva scrivere un requiem in memoria di Eugen Schauman e che aveva già iniziato a lavorarci su. - Spero solo che sia degno delle sue grandi capacità! Dopo tutto sarà l'unico monumento che possiamo erigere per lui!"
Solo nel 1909, dopo l'intervento alla gola che gli fece pensare alla morte, tornò all'idea. Erik Tawaststjerna presume che lo avesse scritto anche per se stesso. Compose una prima versione nel 1909, completata il 14 dicembre 1909. I suoi modelli erano le marce funebri della Sinfonia n. 3 "Eroica" di Beethoven e Il crepuscolo degli dei di Wagner. L'opera in forma-sonata è introdotta dai violini e dalle viole, con un tema principale che si sviluppa "come l'avvicinarsi di un lontano corteo". Inviò il lavoro all'editore Breitkopf & Härtel.
Leggendo le prove Sibelius non era soddisfatto, specialmente con della strumentazione. Revisionò il pezzo, completando il lavoro nel marzo del 1910. Sibelius lo eseguì per la prima volta l'8 ottobre 1910, suonato dai Musikforeningen, in concerto a Kristiania, ora Oslo, Norvegia.
In Memoriam fu suonato al funerale di Sibelius nel 1957.